# Jirba
A jirba (قربة; também transliterada dzirba) é uma gaita de foles de dois punteiros, de palheta única e sem pedal tocada no Bahrein, particularmente por iranianos étnicos, tão bem quanto na ilha de Faylaka no Kuwait.